# El Sauce (Nicaragua)
El Sauce es un municipio del departamento de León en la República de Nicaragua. La cabecera municipal dista 177 kilómetros de Managua, la Capital del país.

## Geografía
Topográficamente se ubica entre la depresión nicaragüense y las tierras altas del interior. Presentando variaciones de altitud desde los 100 m s. n. m. en las partes más bajas cercanas al poblado parte suroeste y hasta los 1,100 m s. n. m. en las partes más altas parte noreste.
En el municipio predominan las serranías y colinas, se caracteriza por ser un sitio apto para la ganadería, agricultura y apicultura.

### Límites
Los límites del territorio municipal son:
- al norte con los municipios de Achuapa (departamento de León) y Estelí.
- al sur con el municipio de Larreynaga (León).
- al este con los municipios de San Nicolás (departamento de Estelí), Santa Rosa del Peñón y El Jicaral (León).
- al oeste con el municipio de Villanueva (departamento de Chinandega).

## Historia
La historia de este municipio va más allá de lo que tradicionalmente se conoce, ya que la misma se ha centrado la imagen del Cristo Negro de Esquipulas que es sobre lo que hay registros históricos conocidos por tal razón, nos enfocaremos en este tema y es que en su peregrinar, la imagen fue traída por Guadalupe Trejos, encargado de velar por la seguridad de la misma, cuando llegó de paso al valle del Guayabal (antiguo nombre de este municipio de El Sauce). Su destino era Honduras. El valle del Guayabal era un pequeño caserío sin iglesia. La imagen del Señor de Esquipulas fue expuesta bajo un frondoso árbol de sauce que se ubicaba en lo que es hoy el Parque Central del municipio, para que los habitantes pudieran venerarlo públicamente. 
Al emprender la marcha hacia Honduras, sucedieron hechos que hasta ahora son inexplicables: el caudal de los ríos creció, la peste del cólera golpeó a la población y Guadalupe Trejos murió el mismo año, cuando intentaba regresar la imagen a Guatemala. Las autoridades eclesiásticas de ese país tuvieron que enviar a Vicente Argeñal e Hilario Arizaval para llevarse la imagen y continuar el viaje de regreso a Guatemala, pero extrañamente encontraron la muerte durante su misión. Estos acontecimientos condujeron a los pobladores a pensar que el Señor de Esquipulas "no se quería ir de Nicaragua" y mucho menos del pequeño caserío.
A la vista de los hechos raros que imposibilitaban el regreso del Crucificado, Juan Leandro Gómez de Parada Valdez y Mendoza (1678-1751), obispo de Guatemala, autorizó que se conservara la mencionada imagen en la ermita del lugar y la expusieran al culto público. Esto dio origen a que el sitio cambiara de nombre a El Sauce recordando aquel árbol que cobijó a la pequeña imagen del Cristo Negro Crucificado.
El primer templo fue una humilde enramada o capilla provisional.
En tiempos de los que no se conserva memoria, era un pequeño caserío o comarca del pueblo de Somotillo con el nombre de "Valle del Guayabal", por aquel tiempo los comarqueños edificaron una ermita de paja. El 18 de octubre de 1723, la reproducción de la imagen del Santo Cristo de Esquipulas, de Guatemala, procedente de Jinotega y de camino para Honduras, ya de regreso de un largo viaje por Centroamérica, llegó al Valle del Guayabal y se expuso a la veneración pública en un sencillo chinamo que se hizo al pie de un hermoso árbol de sauce que había en medio del caserío, por lo que los devotos dieron en llamar a la imagen "Señor de Esquipulas de El Sauce". Tal fue la devoción de las gentes del lugar que el Obispado de Guatemala autorizó al sacerdote encargado a que conservase la imagen en la ermita y la expusiera al culto público, "pues tal era la voluntad del Señor de quedarse en El Sauce".
El segundo se construyó en el año 1750 por la devoción de don Joaquín Sarria, rico ganadero de Somotillo, que financió las obras para que la imagen tuviera mejores condiciones. 
Tras independizarse de España, en 1822 se da al Sauce categoría de "villa". El pueblo crece al calor de la imagen, se hacen ferias y aumenta el progreso. Para 1840 ya era muy grande la peregrinación y en enero de cada año el pueblo y sus caminos rebosaban de sana alegría. La pequeña ermita ya era insuficiente para albergar tanta gente y para que el gentío pudiera ver la imagen, la volvían a colocar al pie del árbol de sauce. El Sauce perteneció al departamento de Chinandega hasta el 19 de marzo de 1858, fecha en que pasó a formar parte del departamento de León y en 1905 adquiere categoría de "ciudad".
En 1868 se entronizó en el recinto la entonces imagen peregrina del Señor de Esquipulas y se bendijo templo y santuario. 
El 5 de julio de 1853 marca el inicio de una época brillante de la historia de la pequeña imagen peregrina de Nuestro Señor de Esquipulas del Sauce cuando el santo Obispo de León Mons. Dr. Jorge Viteri y Ungo "nombró Cura en propiedad al Br. Fernando Hidalgo adquiriendo con este nombramiento la parroquia de El Sauce independencia de la de Somotillo, su antigua matriz (Ibídem...) Veinte días después de este acto de gobierno moría el Obispo Viteri aparentemente envenenado por mano criminal.
El 5 de julio de 1853 la parroquia adquirió independencia de la de Somotillo, su antigua matriz.
Antes, en 1856, la señora Dorotea Galeano, de Estelí, en pago por los milagros recibidos, mandó a tallar una imagen grande del Cristo de Esquipulas, la cual se veneró en la hornacina central del Altar Mayor del santuario. Esta imagen fue destruida durante el incendio del 26 de diciembre de 1977. La nueva imagen la dono Jaromir Marcia lvianuna y fam. Esculpida en Ecuador por Alcides Montes de Oca.
El 2 de abril de 1868 el Señor de Esquipulas fue trasladado en procesión y su imagen ya no seguiría vagabundeando. Un día después se verifica la bendición del Templo y Santuario, consignándose en el arco toral. La bendición del templo, dedicado al Señor de los Milagros del Sauce, fue el 3 de abril de 1868.

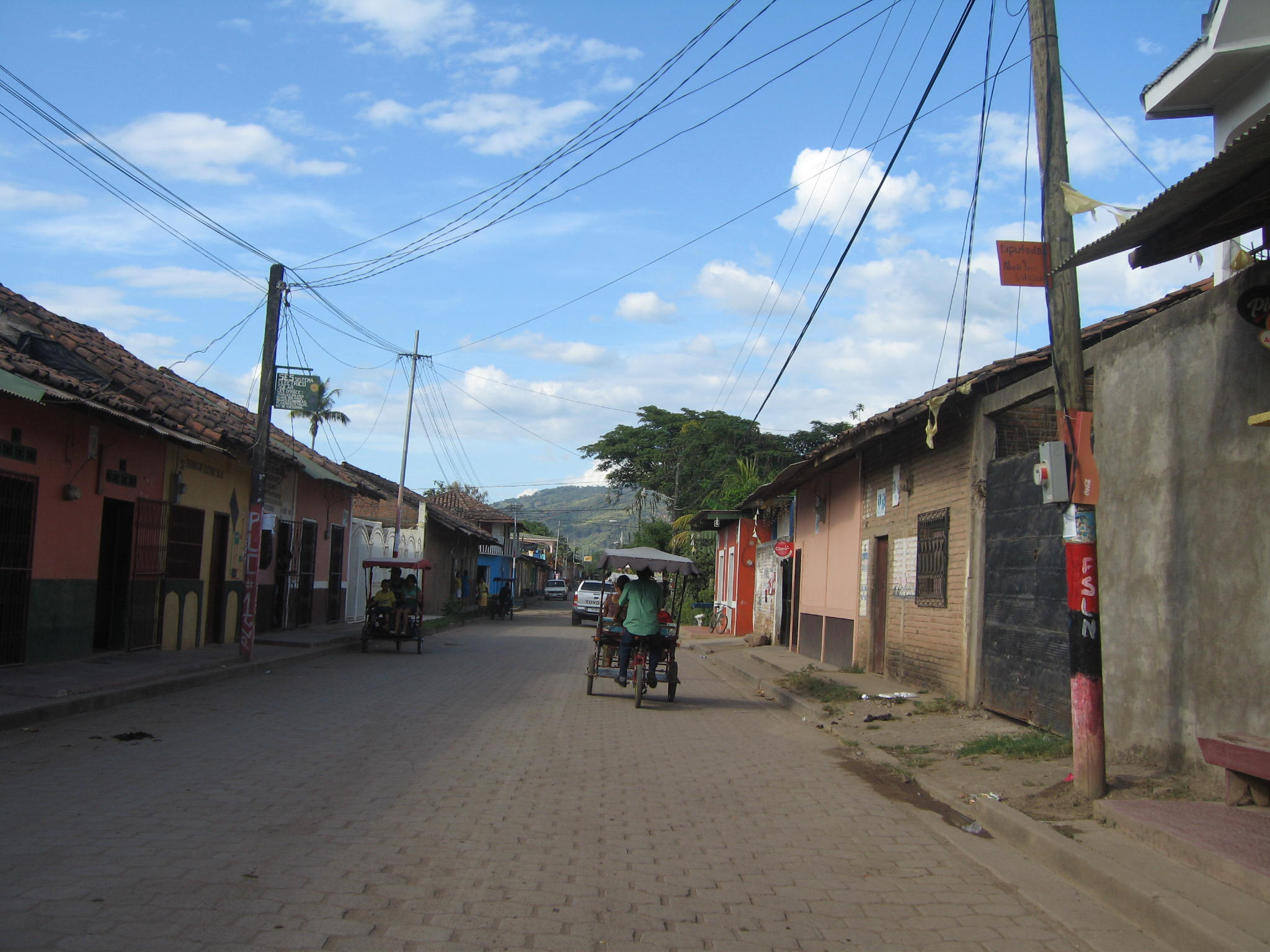
Vista de una calle de El Sauce.

Santuario dedicado al Señor de Milagros de esta Villa del Sauce. Fue en esa fecha que se realizó la inscripción del arco toral que, aún después del incendio del 26 de diciembre de 1997, indica:  "Santuario dedicado al Señor de los Milagros de esta villa del Sauce.

La ley N.º 307 (Ley que declara patrimonio cultural el Santuario "Nuestro Señor de los Milagros" en el municipio de El Sauce), Aprobada el 19 de mayo de 1999, Publicada en la Gaceta N.º 103 del 1 de junio de 1999 se lee en el Artículo 1.

Declárase Patrimonio Cultural de la Nación, el Santuario "Nuestro Señor de los Milagros", en el municipio de El Sauce. Su reconstrucción y restauración deberá hacerse bajo la asesoría técnica del Instituto Nicaragüense de Cultura, a través de la Dirección de Patrimonio Cultural y con la participación de la Sociedad Civil y de la Iglesia Católica.
El templo fue destruido por un voraz incendio ocurrido el 26 de diciembre de 1997 que destruyó El Santuario Nacional de Nuestro Señor de los Milagros.

## Demografía
El Sauce tiene una población actual de 31,750 habitantes. De la población total, el 50.8% son hombres y el 49.2% son mujeres. Casi el 36.8% de la población vive en la zona urbana.

## Naturaleza y clima
El municipio tiene un clima tropical seco. En los últimos años se ha venido registrando una temperatura media anual de 28 °C, con un mínimo de 23,7 °C en el mes de noviembre y un máximo de 38,2 °C en el mes de marzo y abril. En esta zona se pueden observar dos estaciones bien marcadas: una seca de noviembre a abril, y la otra lluviosa entre mayo y octubre. Así mismo se registra una precipitación media anual de 1773 mm.

## Localidades
La población se distribuye entre el casco urbano y 17 comarcas rurales: Campamento, Salales, Ocotal, Las Mercedes, Sabana Grande, San Martín, Valle San Antonio, Santa Lucía, Los Tololos, Agua Fría/El Pilón, Santa Bárbara, Los Loros, Los Panales, La Palma, Río Grande y El Salitre.

## Economía
Las principales actividades económicas son la agricultura, ganadería, la apicultura y las actividades del comercio, en menor escala están los servicios, micro empresas y pequeñas industrias. Dentro de la agricultura se destacan los cultivos del maíz, ajonjolí, frijol entre otros sirviendo para la comercialización y autoconsumo.

## Cultura
En los tiempos pasados en este municipio se efectuaban fiestas y actividades culturales acompañadas de guitarras, mandolinas, acordeón, maracas y otros instrumentos que la misma población fabricaba. En la actualidad estas costumbres han venido desapareciendo y en su lugar han ido surgiendo grupos culturales infantiles y juveniles en el arte de la poesía, el canto, baile, danza, folklor y teatro.
Sin embargo para fines culturales, El Sauce cuenta con un local (Casa de Cultura) donde estos grupos puedan ensayar y desarrollar sus actividades o veladas culturales. En su defecto, se montan escenarios improvisados en cualquier lugar del campo o la ciudad (escuelas, ermitas, colegios, salas particulares, plazas, corredores, etc.) para llevar a cabos estas actividades.
"El Sauceño" es la canción que identifica al municipio y fue compuesta por el Orlando Urbina Herrera.
"Soy puritito sauceño de los de caite y sombrero 

Siembro maíz y frijoles y no me falta el dinero 

Si a mi mujer me la tocan no me gusta presumir 

Porque ante un indio sauceño cualquiera se ha de rendir 

Así somos los sauceños que en todo vamos primero 

Aunque nunca nos quitemos ni los caites ni el sombrero. 

¡Échale compadre!" 

"El Sauce de Nicaragua que siempre está en el olvido 

atiende a sus visitantes 

Como un pueblo agradecido 

El Sauce de Nicaragua con sus mujeres valientes 

luchando al par de los hombres para ver su pueblo decente." 

"Así somos los sauceños que en todo vamos primero 

Aunque nunca nos quitemos ni los caites ni el sombrero. 
¡Échale compadre!" 

## Tradiciones
El Sauce es el lugar de peregrinaje más importante de Nicaragua. El tercer domingo de enero, muchas personas provenientes de toda Nicaragua y de países vecinos como Honduras y El Salvador peregrinan a la ciudad para visitar El Señor de los Milagros de Esquipulas, que es una estatua de madera de color negra representado a Jesús Crucificado en el altar de la iglesia.

### Santuario nacional

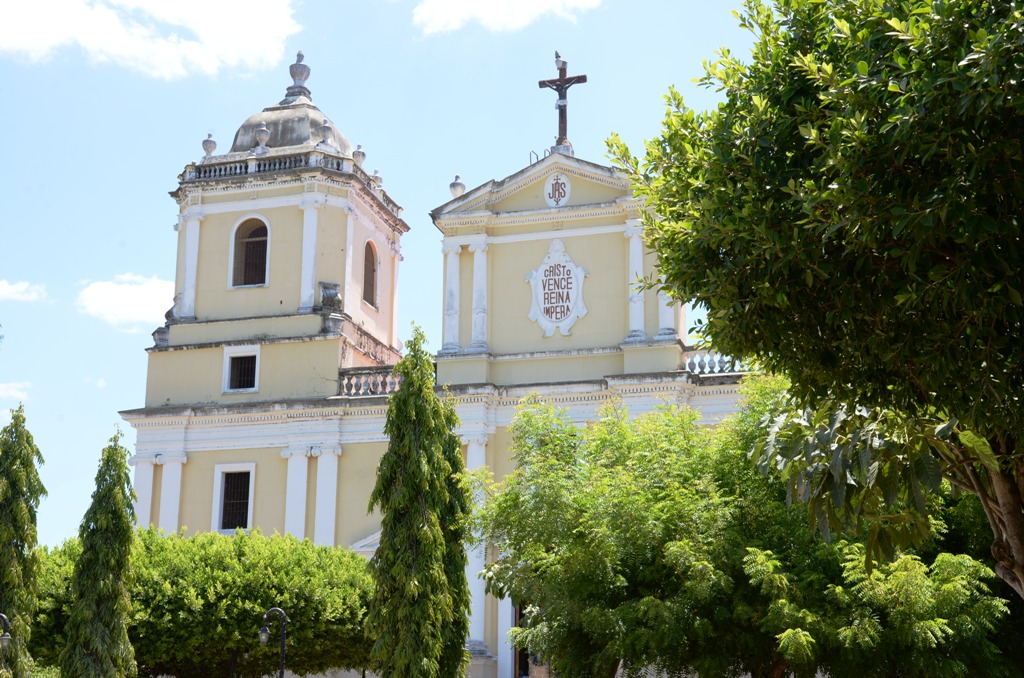
Santuario Nacional Nuestro Señor de los Milagros de Esquipulas de El Sauce

El Santuario Nacional Señor de los Milagros de Esquipulas de El Sauce es un templo sobrio y elegante. El edificio tiene un asombroso parecido; no con la basílica de Esquipulas de Guatemala, como alguien ha afirmado; sino con la propia Catedral de Guatemala (1775) de estilo neoclásico. En el templo se puede venerar la imagen del Cristo Negro, o como otros lo hacen llamar, El Señor de los Milagros de Esquipulas de El Sauce. Este templo fue declarado Patrimonio Cultural de Nicaragua bajo la Ley N.º 307, aprobada el 19 de mayo de 1999 y Publicada en la Gaceta, Diario Oficial N.º 103 del 1 de junio de 1999.

## Deportes
En El Sauce los principales deportes que practica la población son el béisbol y fútbol, además se practican otros deportes como el softbol, voleibol, baloncesto, atletismo entre otros.
Las principales infraestructura deportivas son el Estadio Municipal de Béisbol Juan Ramón Blancher y el Estadio Municipal de Fútbol José María Rodríguez.
El Sauce FC fundado en el 2016, es un equipo de fútbol que representa a la ciudad y que compitió en el Campeonato Nacional de Fútbol de Tercera División de Nicaragua desde la temporada 2016 hasta la temporada 2019-20 logrando en su momento el ascenso para participar en el Campeonato Nacional de Fútbol de Segunda División de Nicaragua, siendo el único equipo que compite anualmente en un torneo nacional.
Un personaje reconocido en el deporte nacional e internacional es el atleta Francisco Javier Sánchez Munguía, quién logró ganar más de 58 medallas dentro y fuera del país.